# 英國的法院
英國的司法制度並無統一：英格蘭及威爾斯有一套；蘇格蘭和北愛爾蘭也各自有一套司法制度。
《2005年憲制改革法令》下令成立新的英國最高法院，專責成為英格蘭及威爾士、北愛爾蘭的終審庭，及蘇格蘭民事訴訟的終審庭。任向涉及英國入境條例案件，仍由政治庇護及入境審裁處（Asylum and Immigration Tribunal）處理。